# Emilio Campuzano y Abad de Caula
Emilio de Campuzano y Abad de Caula (Santiago de Compostela, 16 de agosto de 1850 – Bilbau, 1938), Foi um professor de geometria, estereometria e desenho e diretor da Escola de Artes e Ofícios de Bilbau. Dirigiu também a primeira instalação telefônica em Bilbau e foi professor na Escola de Capatazes de Minas da cidade, que agradecendo a seu trabalho, deu seu nome a uma praça pública no centro da cidade (Praça Campuzano), além de um instituto de ensino secundário no bairro de Atxuri, em Bilbau, que também leva seu nome. Seus pais eram Manuel Campuzano e Joaquina Abad de Caula.    

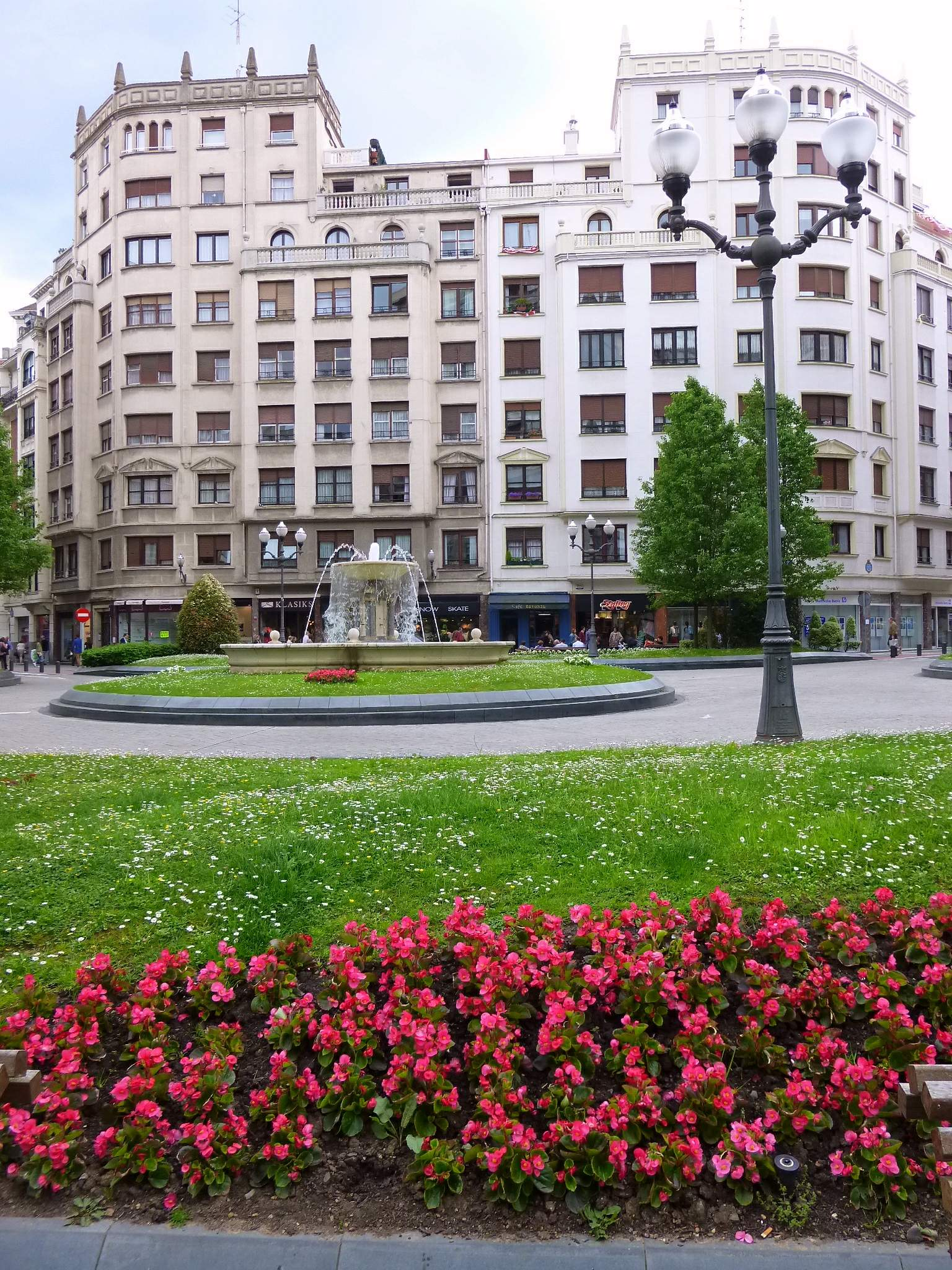
Praça Emilio Campuzano

## Biografia

#### Período Militar (1872-1879)
Emilio de Campuzano entrou como soldado-aluno na Academia do Corpo de Artilharia, 6º Regimento Montado, localizado em Segóvia em 9 de outubro de 1872. Ele permaneceu apenas 8 meses e 22 dias porque no primeiro dia de junho de 1873 ele solicitou a licença absoluta, que lhe foi concedida. No entanto, quatro meses depois, em 1º de outubro do mesmo ano, Campuzano voltou a entrar. Nesta segunda ocasião, o jovem foi até 30 de junho de 1874.
Depois de terminar sua formação, o jovem Campuzano começou sua vida profissional no exército, sua principal atividade foi a participação na III Guerra Carlista (1872-1876), para este fato ele foi promovido a Tenente em 26 de maio de 1875. Cinco dias depois, em 31 de maio, foi atribuído ao 4º Regimento a pé. Permaneceu neste último destino até 17 de abril de 1879, data em que o exército lhe concedeu a licença absoluta e definitiva. Neste período de tempo ele foi novamente promovido a Capitão, a categoria mais alta alcançada por Campuzano durante sua permanência no Exército.

#### Professor da Escola de Artes e Ofícios (1882-1900)
Depois de receber a licença definitiva do exército, Emilio de Campuzano começou a trabalhar como professor na Escola de Artes e Ofícios da capital Biscaia, onde por oito anos atuou como professor do claustro do centro. No entanto, esta não foi a única atividade de trabalho de Campuzano nestes anos. 
A partir da penúltima década do século XIX, o professor começou a colaborar com os irmãos Echevarría Rotaeche, Federico e José, os arquitetos da instalação das primeiras linhas telefônicas em Bizkaia. Isso aconteceu no concurso público convocado pela Câmara Municipal de Bilbau em 1884 para fornecer a instalação da primeira rede telefônica na instituição. Em 25 de abril de 1887, foi estabelecida em Bilbau, a sociedade coletiva mercantil regular "Orduña y Compañía". Em seu conselho de diretores estavam os nomes dos dois empresários Federico e José Echevarría Rotaeche e Carlos de Orduña Muñoz, engenheiro de estradas, canais e portos em Madrid. Isso foi conseguido pelo governo poucos meses antes, em 26 de agosto de 1886, a concessão para a instalação de uma rede de telefonia.  
Após a constituição da empresa Emilio de Campuzano tornou-se o administrador da rede, ou seja, a pessoa encarregada de gerir as diferentes tarefas perante as instituições de Biscayan. Campuzano tornou-se o homem perfeito e cheio de confiança de todos para dirigir a administração da rede. A presença na posição de Campuzano durou apenas um ano, em 3 de julho de 1889, a gestão da telefonia sofreu uma nova mudança, com a Sociedade Anônima "Red Telefónica de Bilbau" sendo incorporada em Bilbau. 

#### Diretor da Escola de Artes e Ofícios de Bilbau (1901-1932)
A última etapa profissional de Campuzano foi a mais longa e a que maior reconhecimento social proporcionou a ele, além de ser a mais conhecida. A partir do ano letivo de 1900-1901, ele deixou o cargo de professor do centro e assumiu o cargo de diretor da Escola de Artes e Ofícios após a morte do ex-diretor Don Laureano Gómez Santa María. Em 6 de março de 1901, uma comissão de membros da Câmara Municipal de Bilbau e o Conselho Provincial de Bizkaia ratificaram a nomeação de Emilio de Campuzano como diretor do centro. Emilio tinha 50 anos na época, e permaneceu no cargo por 32 anos.
Durante esses anos, alguns dos grandes nomes da cultura biscaina da época, como Francisco Durrio, Quintín Mogrobejo, Alberto, Ángel Larroque ou os irmãos Arrúe estudaram naquela escola. Os anos em que Campuzano dirigiu o centro foram constantes inovações e mudanças no ensino. A administração teve que adaptar o currículo várias vezes ao processo de modernização que estava ocorrendo em Bizkaia em alguns momentos. Assim, durante o ano acadêmico de 1907-1908, o inglês foi introduzido no currículo do centro. No ano letivo de 1910-1911, a escola mudou-se para o bairro de Atxuri, o mesmo local onde atualmente fica o Instituto de Ensino Secundário Emilio Campuzano.  
A partir de 1930 a Prefeitura de Bilbau começou a discutir a próxima aposentadoria de Emilio de Campuzano. As atas de uma sessão realizada em 15 de abril de 1930 mostram como os vereadores Urigüen, Lerchundi e Pérez Carranza estavam dispostos a contribuir com 2000 pesetas para o tributo promovido pela associação de ex-alunos. Um ano e meio depois, em 2 de setembro de 1931, um acordo da Câmara Municipal de Bilbau concedeu a aposentadoria de Emilio de Campuzano. A moção anterior havia sido apresentada dois dias antes pelos membros do conselho Lopez Albo, Nadal e Aznar. Em 28 de outubro, a Câmara Municipal concordou em conceder a aposentadoria de Emilio de Campuzano, a partir do primeiro dia de 1932, com todo o seu salário. O projeto foi promovido pela Comissão de Instrução Pública.